# دائرة بوشقوف
دائرة بوشقوف إحدى دوائر ولاية قالمة الجزائرية . تضم بلديات :
- بوشقوف
- وادي فراغة
- عين بن بيضاء
- مجاز الصفاء